# Криуши (Ульяновская область)
Криуши (в прошлом Кривушинская слобода) — село в городском округе Новоульяновск Ульяновской области

## География
Расположено на берегу Криушинского затона Куйбышевского водохранилища реки Волги, реки Арбуги и реки Атца. 

## Название
Название произошло от «кривуля, кривуша» — изгиб реки или старицы, крутая излучина долины.

## История
Близ нынешнего села Криуш, в XIV веке существовал татарский город Арбухим, от которого и получила название вся эта местность, сам же город назывался по имени его основателя, татарского князя Арик-буги. Следы этого города сохранились и до настоящего времени. Ещё в двадцатых годах 17-го века здесь находились рыбные ловли "Покровского  монастыря,  что в Нижних Тетюшах". Эти крестьяне основали в этой местности несколько слобод, которым защищены  были от неприятельских нападений особою чертою, называвшеюся тоже  "арбугинскою". Эти слободы числились в дворцовом ведомстве и по книгам 1669 г., за местными крестьянами значатся: пахотная земля - на правой, нагорной стороне Волги, а сенные покосы - на левой, луговой стороне. Всех слобод на арбугинских полях в 1669 году было пять: Кремёнская, Кривушинская, Шиловская, Тушнинская и Ключищинская .
Село же основано во второй половине XVII века Дворцовым приказом, как Кривушинская слобода, на речке Кривуше, на Арбугинских полях, в Синбирском уезде. Первые жители несли охрану на подступах к Симбирску и Симбирской черте.
По описи 1678 года (лета 7186) в Криушах (в Кривушинской слободе) было 124 двора с населением 443 человек и была построена церковь во имя св. Николая.
В 1780 году, при создании Симбирского наместничества, село Криуши, при речке Криуше, ясашных крестьян, экономических крестьян, помещичьих крестьян, не знающих своих помещиков крестьян, вошло в состав Сенгилеевского уезда.
С конца XVIII века в окрестностях села в удобном волжском затоне появились небольшие предприятия по ремонту судов. Со временем здесь было налажено изготовление барж. С появлением пароходов Криушинский затон стал собственностью пароходной компании «Волжская», которая построила здесь крупную пристань для зимовки судов, огромные складские помещения, службы по ремонту и строительству пароходов, двигатели для которых привозили из-за рубежа.
В 1811 году, надворным советником Василием Афанасьевичем Киндяковым, переселил из Криуш в новооснованное село Белый Ключ принадлежавших ему 38 дворов.
В 1859 году село Криуши входило в состав Сенгилеевского уезда Симбирской губернии, в котором была церковь и пристань.
В 1860 году была открыта мужская школа, женская - с 1872 года.
В 1896 году, на месте прежней небольшой деревянной церкви, построенной в 1787 году подарена крестьянами в д. Белый Гремячий Ключ, прихожанами был построен каменный храм. Престолов в нём два: главный во имя Святителя и Чудотворца Николая и в придел в честь Казанской иконы Божьей Матери.
Летом 1918 года в селе оборудовались боевые суда для революционной флотилии. На подступах к затону произошло сражение революционной флотилии с судами белой гвардии, которое закончилось отступлением белых.
В 1942 году у села разместили судоремонтный пункт Волжской военной флотилии.
С образованием Куйбышевского водохранилища судоремонтное предприятие было перенесено на новое место (новая площадка, сюда же был перенесён и посёлок Затон Криуши) и превращено в судоремонтный и судостроительный завод, кроме него в Криушах были построены — лесозавод, филиал Ульяновского кожевенного комбината и др.
13 июля 2004 года принят Закон Ульяновской области 043/ЗО «О муниципальных образованиях Ульяновской области», который наделил МО «Город Новоульяновск» статусом городского округа с административным центром город Новоульяновск. В границы муниципального образования «Город Новоульяновск» вошли: село Криуши, село Липки, село Панская Слобода, поселок Яблоневый, поселок Меловой.
В 2010 году в селе восстановили православный приход. Строительство нового деревянного храма началось в августе 2011 года, а освящение состоялось в ноябре 2016 года. При приходе действовали воскресная школа и библиотека. Но 8 ноября 2024 года храм сгорел.

## Население
| 2010 |
| ---- |
| 2699 |

- В 1678 году жило 443 человек[4].
- В 1780 году жило 890 ревизских душ[6].
- В 1794 году жило 1013 ревизских душ (по 5 ревизии)[2].
- В 1859 году в селе Криуши жило 2338 человек[18].

- В 1900 году в с. Криушах в 363 дворах жило: 1121 м. и 1236 ж.[9];
- В 1903 году в с. Криушах числится жителей: 1363 муж. и 1423 жен., всего 2786 человек (511 дворов)[5].

## Известные уроженцы
- Пчёлкин Юрий Александрович — советский биолог, географ, исследователь флоры Ульяновской области. Инициатор создания Красной книги Ульяновской области.

## Предприятия
- Криушинский ССРЗ.ОАО Криушинский ССРЗ. Занимается ремонтом и строительством судов.
- ООО «Приволжское».
- ООО «Волгаремфлот»[19]
- ООО «Фаворит» Торговая сеть продуктовых и продовольственных магазинов «Рябинушка».

## Транспорт
Существует транспортная проблема: из областного центра (Ульяновска) до посёлка добраться проще (ходит прямой автобус 137 несколько раз в день), также как из Сенгилея (прямой автобус 317), в отличие от города Новоульяновска, которому подчинено село и до которого нет прямого транспорта.

## Археологические объекты
- Два кургана
- Два булгарских городища
- На берегу р. Тушёнка — булгарское селище.

## Галерея Арбугинских гор
- Арбугинская гора - меловой холм у села Криуши. Часть Сенгилеевских гор.
- Арбугинская гора. Зима.
- Криушинский затон и Арбугинская гора.
- Дорога в Шиловской лесостепи.

## Достопримечательности
- Памятник-ансамбль криушанам-речникам (с. Криуши, 1980)Памятник 60-летию победы в Великой Отечественной войне на территории судоремонтного завода. Представляет собой пушку снятую с военного катера, пригнанного на разделку, установленную на постамент[22][23].
- Памятник-обелиск 65 землякам, погибшим в Великой Отечественной войне[23].